# Tanius
Tanius é um gênero de dinossauro do clado Hadrosauroidea. Ele viveu no Cretáceo Superior da China. A espécie-tipo, nomeada e descrita em 1929 por Carl Wiman [en], é Tanius sinensis. O nome genérico homenageia o paleontólogo chinês Tan Xichou (“H.C. Tan”). O epíteto específico refere-se à China. Em 2010, Gregory S. Paul estimou o comprimento do Tanius em 7 metros e seu peso em 2 toneladas métricas.

## Descoberta e espécies
Em abril de 1923, H. C. Tan descobriu os restos mortais no leste de Shandong, no vilarejo de Ch'ing-kang-kou, dez quilômetros a sudeste de Laiyang [en]. Em outubro do mesmo ano, eles foram escavados pelo associado de Tan, o paleontólogo austríaco Otto Zdansky [en]. Embora o espécime fosse originalmente bastante completo, apenas partes puderam ser recuperadas. O holótipo, PMU R.240, foi recuperado da Formação Jiangjunding [en] do Grupo Wangshi, datada do Campaniano. Ele consiste na parte posterior do crânio, que era plano e alongado.
Outras espécies originalmente atribuídas a Tanius foram transferidas para outros gêneros. Elas incluem: Tanius prynadai, nomeado em 1939 por Anatoly Riabinin [en], que foi atribuído ao Bactrosaurus; e Tanius chingkankouensis, nomeado em 1958 por Yang Zhongjian [en], e Tanius laiyangensis, nomeado em 1976 por Zhen Shuonan, que foram ambos posteriormente considerados sinônimos de Tsintaosaurus [en]. No entanto, em um estudo mais recente, Zhang et al. (2017) determinaram que T. sinensis e T. chingkankouensis eram espécies válidas de Tanius e que T. laiyangensis provavelmente não era válido. Zhang et al. (2019) reavaliaram “Tanius” laiyangensis como membro do clado Kritosaurini (subfamília Saurolophinae), o primeiro do clado da Ásia.

## Paleoecologia
A espécie-tipo Tanius sinensis foi encontrada na Formação Jiangjunding do Grupo Wangshi chinês. A Formação Jiangjunding consiste em arenitos cinza-púrpura ou marrom-avermelhados ou de várias consistências, siltitos e conglomerados. O Grupo Wangshi de formações geológicas é geralmente considerado como sendo do Cretáceo Superior, embora algumas regiões sejam mais antigas. Com base na descoberta do Pinacosaurus, conhecido apenas em outro lugar na Formação Djadokhta ou em regiões da mesma idade, presumiu-se que o Grupo Wangshi tivesse uma idade semelhante de 75 a 71 milhões de anos. A idade específica da Formação Hongtuya foi identificada como 73,5 a 72,9 milhões de anos atrás. Como a Formação Hongtuya é diretamente mais antiga do que a Formação Jiangjunding, foi identificado que o Tanius sinensis viveu entre o último Campaniano e o primeiro Maastrichtiano.
A Formação Jiangjunding foi depositada em um ambiente fluvial a lacustre. O clima era quente e úmido durante a maior parte do período, embora estivesse começando a secar. Os táxons que viveram ao lado de Tanius na formação incluem o Pinacosaurus cf. grangeri do grupo Ankylosauria; possivelmente o Micropachycephalosaurus do clado Neornithischia; intermediários do grupo Sauropoda; intermediários do clado Coelurosauria; e intermediários da família Cheloniidae que apresentam semelhanças com os membros da família extinta Nanhsiungchelyidae [en]. Também foram identificadas várias localidades de ovos de dinossauro.
Tanto o T. chingkankouensis quanto o T. laiyangensis foram descobertos na Formação Jingangkou, que fica diretamente acima da Formação Jiangjunding. Essa formação tem sido o local de escavações maciças de hadrossauros tanto na década de 1950 quanto na de 2010. A maior parte dos estratos é de lama verde-acinzentada, onde os ossos escavados são de cor preta. O sedimento no local das escavações de hadrossauros foi depositado por um evento de fluxo de lama, onde as carcaças ficaram presas e foram movidas por uma curta distância antes de serem enterradas rapidamente. Pelo menos 20 indivíduos de hadrossauros foram descobertos, de várias idades. Os hadrossauros dessas localidades incluem o Tanius, o Tsintaosaurus, o Laiyangosaurus [en] e o Shantungosaurus. Outros táxons descobertos incluem os terópodes Chingkankousaurus [en] e cf. Szechuanosaurus campi, e o Glyptops [en] da ordem dos Testudines.